# Francisco Freitas (1933)

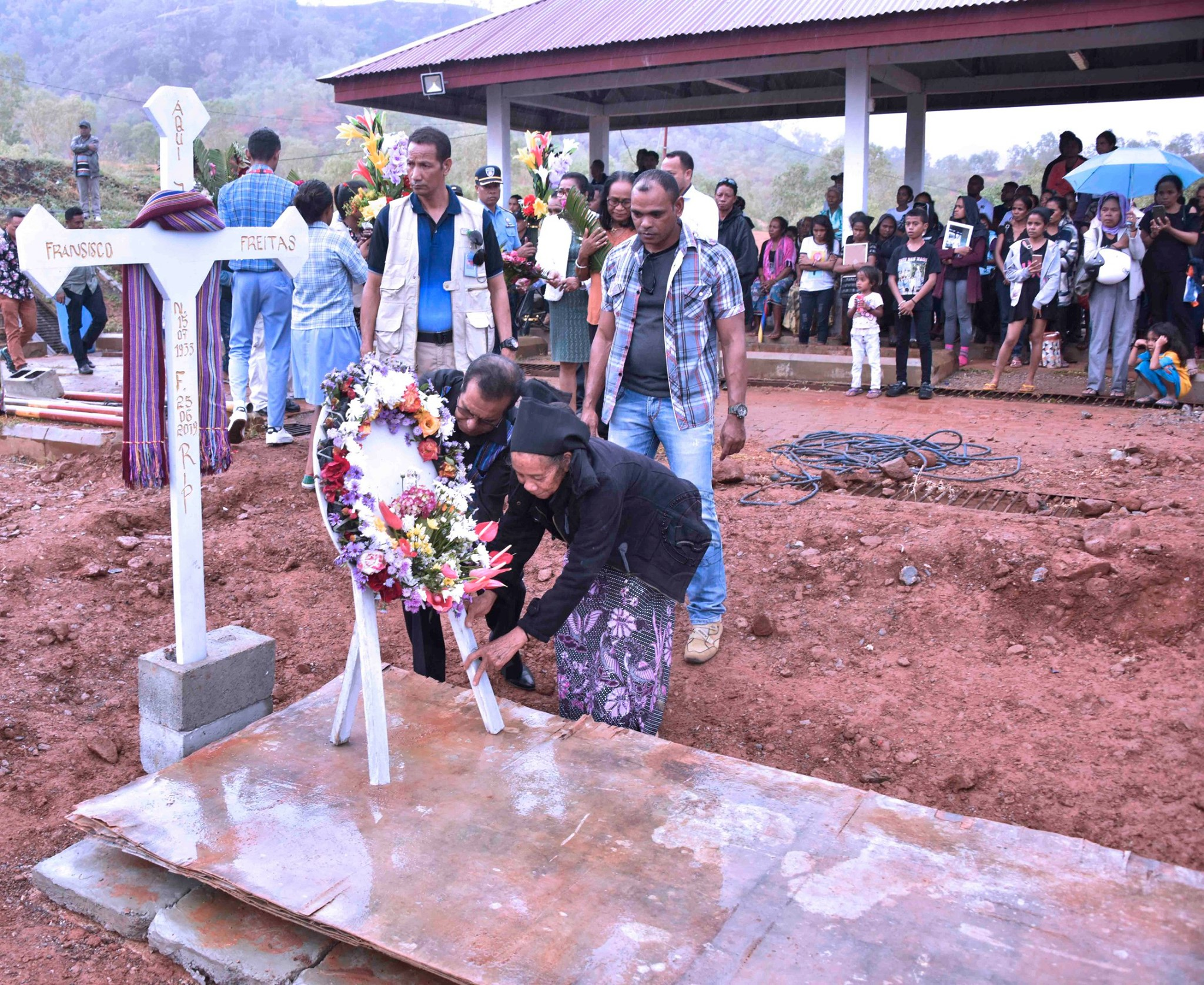
Premierminister Taur Matan Ruak legt beim Begräbnis einen Kranz nieder

Francisco Freitas (* 15. Juli 1933 in Osso-Messa, Bualale, Baucau, Portugiesisch-Timor; † 25. Juni 2019 in Buibau, Baucau, Osttimor), Kampfname Loi Kati, war ein osttimoresischer Unabhängigkeitsaktivist.
Von 1975 bis 1978 nahm Freitas am Befreiungskampf gegen die Indonesier teil, war aber Assistent einer Befreiungszone und kein Kämpfer. Ab 1979 trug er die Verantwortung für die Kasse der Milícia Popular de Libertação Nacional (MIPLIN). 1981 wurde aus der MIPLIN der Consellu Revolusionáriu Rezisténsia Nasionál (CRRN). 1983 wurde Freitas von den Indonesiern gefangen genommen und verbrachte die folgenden Jahre im Gefängnis. Wieder in Freiheit 1986 übernahm gleich wieder seine alte Verantwortung für die Finanzen. 1987 wurde der Conselho Nacional de Resistência Maubere (CNRM) gegründet und dieser 1998 in den Conselho Nacional de Resistência Timorense (CNRT) umbenannt. Freitas in diesen Organisationen Aufgabe blieb die gleiche. Er verwaltete die Finanzen des Widerstands in Osttimor bis 1999.
Von 2005 bis 2009 war Freitas Chefe de Suco von Bualale. 2006 erhielt er für seine Verdienste im Widerstand den Orden Nicolau Lobato.